# Víctor Rahola i Trèmols
Víctor Rahola i Trèmols (Cadaqués, 1866 — Cadaqués, 1952) fou un escriptor i metge català, germà de Frederic Rahola i Trèmols.
Va treballar de metge a Cadaqués. Com a escriptor, va publicar diversos poemes de caràcter humorístic (recollits a la col·lecció Lectura Popular) així com alguns monòlegs per a teatre.

## Publicacions
- Cadaquesenques (1930), poema humorístic[2]
- Teresa i L'auca de la tuberculosis, teatre
- L'auca de la tuberculosis, de caràcter informatiu